# Fernando Villalba Rubio
Fernando Villalba Rubio (Toledo, 1902-Madrid, 1989) fue un militar español.

## Biografía
Es hijo del general José Villalba Riquelme, ministro de la Guerra en el Gabinete de Manuel Allendesalazar y Muñoz de Salazar en los años 1919-20, escritor y fundador de la Legión Española entre otras cosas, y de Luz Rubio Rivas.
Tuvo cinco hermanos, todos ellos militares del ejército español: Ricardo, Carlos, Álvaro, Antonio, quienes combatieron en el Bando Nacional y José, que se mantuvo fiel a la República; y cuatro hermanas:  Luz, Adela, María Luisa e Isabel, casadas con oficiales del ejército español. Se casó con Concepción Zabalo Vidauzarraga y tuvo cuatro hijos: Concepción, Fernando, Vicente y Rosa Luz.

### Inicios
Ingresó en la Academia de Infantería como alumno el 9 de julio de 1917 y sale con el grado de 2.º teniente el 14 de julio de 1920.
Pide voluntariamente destino a la guerra de Marruecos, en el Regimiento de Extremadura N.º 15 de Guarnición en  Melilla y más tarde a petición propia pasa destinado al Tercio de Extranjeros, La  Legión Española, 4.ª Compañía de la segunda bandera y en el combate sostenido en la posición de Tizza es herido menos grave y citado como distinguido.
En el año 1922 toma parte con la citada unidad en el combate para la ocupación de Tugunz y de nuevo es citado como «Muy distinguido en la orden del día». Tras su paso por el Tercio y a voluntad propia es destinado a las Fuerzas Regulares Indígenas de Melilla N.º 2, Fuerzas en las que ya han estado destinados sus hermanos Antonio, José Eduardo y Álvaro y al frente de su compañía que protege el convoy que abastece la posición de Tizi-Azza es herido de nuevo y citado como distinguido.
Asciende a teniente y de nuevo a petición propia es llamado al Servicio de Aviación Militar para seguir un curso de piloto de aeroplano, una vez formado como piloto de avión de Guerra (según la nomenclatura de la época) es destinado al grupo expedicionario de escuadrilla Breguet XIV acantonado en Melilla con cuyos aviones efectuará todo tipo de misiones de combate y abastecimiento. El 4 de agosto de 1924 intentando aprovisionar la posición de Coba Darsa es derribado por el enemigo y ya en tierra socorrido por las tropas de Regulares.
El día 27 de agosto el capitán Villalba que era el piloto, en compañía del capitán Fernando Capaz, que era el observador aéreo, hizo un aterrizaje forzoso en el aeropuerto de Sania Ramel-Tetuan en el que salieron ilesos ambos militares, siendo felicitados por ello.[cita requerida]
Destinado como piloto en la Base Aeronaval El Atalayón, Melilla en la escuadrilla Savoia 19 el capitán Villalba sufrió un accidente que aparte de fracturarle el cráneo y tres vértebras lo dejó en cama casi dos años; una vez repuesto es ascendido a capitán y realiza un curso por el que obtiene el título de observador aéreo.

### Revolución de Asturias
Tras el término de la guerra de Marruecos, Villalba es destinado a la Escuela de Observadores de Cuatro Vientos, Madrid y de nuevo sufre otro accidente con su De Havillan IX, resultando herido de gravedad; convaleciente en Bilbao del citado accidente sobreviene la Revolución de Asturias, Cataluña y  Vizcaya y Fernando Villalba se presenta al gobernador militar de Vizcaya, teniente coronel Ortiz de Zarate, a cuyas inmediatas órdenes realizó numerosos servicios y desde tierra dirigió los bombardeos que en la zona minera de Vizcaya realizó una Escuadrilla de Logroño.

### Guerra Civil
El estallido de la guerra civil española lo coge destinado en la Sección de Servicio especial del Estado Mayor Central (Antiextremismo y contraespionaje), destino que obtuvo por designación directa del entonces General de División Francisco Franco, y ante la grave situación que observa, con la entrega de armas a las milicias de los sindicatos de clase, se hace cargo del destacamento de ingenieros que estaba al cargo de las comunicaciones de la Capitanía General de Madrid, con sede en la calle Bailen. A las 10 de la mañana su coronel le anunció que se había puesto a las órdenes del Gobierno del Frente Popular y le ordenó que se dirigiera a la calle Magdalena N.º 12, sede de la jefatura de Aviación Militar en el que se debían presentar todos los aviadores militares, cosa que no hizo.
En 1937 consiguió pasarse al bando Nacional del general Franco atravesando a nado el Río Tajo y llegando a una posición guarnecida por falangistas, en septiembre fue destinado por orden del Coronel Sáenz de Buruaga al aeródromo Sanjurjo en Zaragoza, después es reclamado por el general Kindelán como jefe de la 3.ª sección (operaciones) del Estado Mayor del Aire en Salamanca y por fin y tras solicitarlo en repetidas ocasiones es destinado a una unidad de vuelo, de jefe de observadores de la escuadra de Junkers 51 de base en León que actuaba en el frente de Asturias, dicho escuadrón fue el designado para bombardear el frente de Asturias y quebrarlo, a tal efecto el teniente coronel Eduardo Gallarza y el Comandante Villalba realizaron una exploración por tierra y al día siguiente el escuadrón de Bombardeo compuesto por doce JU-52 con 12 Bombas de 250 kg cada uno, al mando de Fernando Villalba, bombardeó los objetivos señalados.
En 1938, Fernando Villalba fue destinado sucesivamente como comandante de aeronáutica del Cuerpo de Ejército de Aragón (rotura del Frente de combate en abril de dicho año), de Castilla y como jefe de Estado Mayor de la Región de Levante, con sede en Zaragoza, redactó las órdenes de operaciones de la cadena de combate de los aviones Heinkel 51, Heinkel 71 y grupo de caza del comandante  García Morato y Salas Larrazabal para la batalla y toma de Teruel, Tras este episodio fue jefe de operaciones, sección 3.ª de la 2.ª Brigada del Aire en la batalla del Ebro.

### Tras la Guerra Civil
En 1940, terminada la Guerra Civil, es ascendido a comandante y destinado al Aeródromo de Getafe, al regimientos de caza 21 El día 29 de mayo al realizar un vuelo de entrenamiento con un avión Fiat chocó al despegar contra un tren que estaba siendo utilizado para las obras del aeropuerto y resultó gravemente herido. Repuesto de las lesiones solicitó y obtuvo el ingreso en el Benemérito Cuerpo de Mutilados por la Patria de cuya jefatura se encargaba el General José Millan Astray en cuyo destino fue ascendido a General de Brigada.
Falleció en su casa de Madrid a la edad de 87 años.

## Condecoraciones
- Medalla de la Campaña de Marruecos con los pasadores Melilla y Tetuan
- Tres aspas de herido en combate
- Cruz de María Cristina
- Medalla Militar colectiva concedida a la 1.ª y 2.ª Banderas del Tercio por las operaciones de 1921
- Cruz Roja al mérito militar
- Distintivo del tercio con una Barra
- Distintivo de Profesorado
- Medalla de la Cruzada de Liberación Nacional
- Cruz de Guerra
- Placa del mérito Militar
- Cuatro medallas de sufrimientos por la Patria
- Medalla de Mutilado
- Cinco ángulos de herido de Guerra

## Obras escritas
Diccionario Geográfico Universa